# Kalkkistenkoski
Kalkkistenkoski este o arie protejată (arie specială de conservare — SAC, sit de importanță comunitară — SCI, arie de protecție specială avifaunistică — SPA) din Finlanda întinsă pe o suprafață de 27 ha, integral pe uscat.

## Localizare
Centrul sitului Kalkkistenkoski este situat la coordonatele 61°17′04″N 25°35′47″E / 61.2844°N 25.5964°E.

## Înființare
Situl Kalkkistenkoski a fost declarat sit de importanță comunitară în august 1998 pentru a proteja 6 specii de animale. Alte tipuri de protecție:
- arie de protecție specială avifaunistică (în august 1998)[2]
- arie specială de conservare (în aprilie 2015)[1][3][4]

## Biodiversitate
Situată în ecoregiunea boreală, aria protejată conține 3 habitate naturale: Ape oligotrofe din câmpii nisipoase, cu un conținut foarte redus de minerale (Littorelletalia uniflorae), Râuri naturale fino-scandinave, Taiga vestică.
La baza desemnării sitului se află mai multe specii protejate:
- păsări (4): mierla de apă (Cinclus cinclus), lebădă de iarnă (Cygnus cygnus), Hydrocoloeus minutus, chiră de baltă (Sterna hirundo)
- mamifere (2): vidră de râu (Lutra lutra), veveriță zburătoare siberiană (Pteromys volans)

Pe lângă speciile protejate, pe teritoriul sitului au mai fost identificate 2 specii de păsări.